# Filmografia de Michael Fassbender

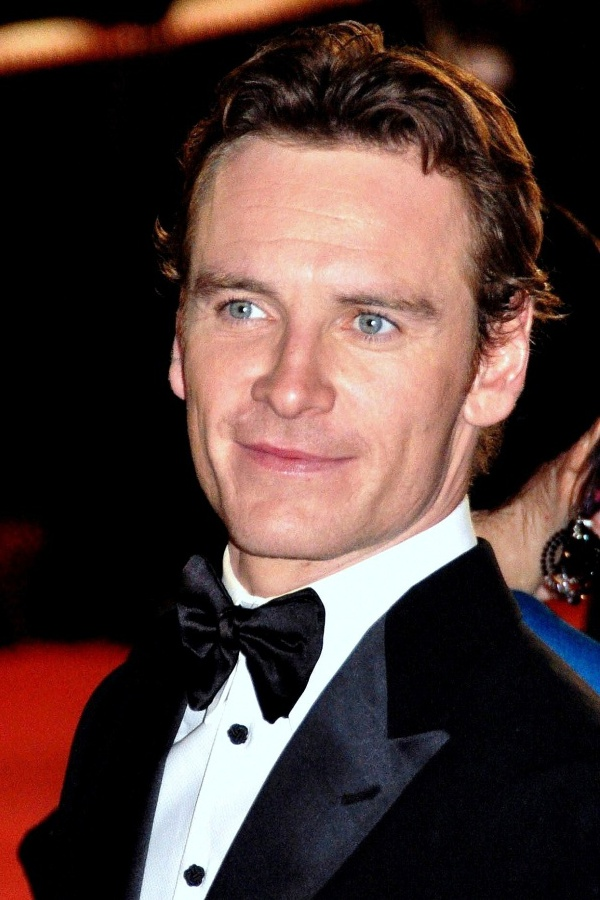
Michael Fassbender no Festival de Cannes, 2009.

Michael Fassbender é um ator e produtor teuto-irlandês que teve sua estreia profissional na minissérie de drama Band of Brothers em 2001. Após interpretar o sargento Burton P. Christenson, Fassbender deu sequência a uma grande quantidade de atuações na televisão, incluindo sua atuação em Hearts and Bones (2001), Gunpowder, Treason & Plot (2004) e como Azazel em Hex (2004). Sua estreia no cinema se deu em 2007 ao interpretar um soldado espartano em 300, de Zack Snyder. No ano seguinte, Fassbender interpretou o político irlandês Bobby Sands em Hunger, que retrata os eventos da greve de fome de 1981, e pelo qual recebeu seus primeiros prêmios cinematográficos.
Em 2009, Fassbender atuou em Inglourious Basterds, dirigido por Quentin Tarantino. Dois anos mais tarde, interpretou Carl Jung em A Dangerous Method e homem satiríaco em Shame, dirigido por Steve McQueen. Sua performance neste último rendeu-lhe o prêmio de Melhor Ator no Festival de Cinema de Veneza. No mesmo ano, estrelou X-Men: First Class como o supervilão Magneto. Em 2013, Fassbender voltou a colaborar com McQueen, desta vez no drama histórico de grande sucesso 12 Years a Slave, pelo qual foi indicado ao Óscar de Melhor Ator Secundário. No ano seguinte, o ator reprisou seu papel como Magneto na sequência X-Men: Days of Future Past, com rendimentos de mais 740 milhões de dólares em todo o mundo. Em 2015, protagonizou a adaptação cinematográfica de Macbeth e foi indicado ao Óscar de Melhor Ator por sua atuação como Steve Jobs no filme homônimo.

## Filmografia

### Cinema
| Ano  | Título                     | Papel                      | Diretor           |
| ---- | -------------------------- | -------------------------- | ----------------- |
| 2007 | 300                        | Stelios                    | Zack Snyder       |
| 2007 | Angel                      | Esmé                       | François Ozon     |
| 2008 | Hunger                     | Bobby Sands                | Steve McQueen     |
| 2008 | Eden Lake                  | Steve                      | James Watkins     |
| 2009 | Blood Creek                | Richard Wirth              | Joel Schumacher   |
| 2009 | Fish Tank                  | Connor                     | Andrea Arnold     |
| 2009 | Inglourious Basterds       | Tenente Archie Hicox       | Quentin Tarantino |
| 2009 | Man on a Motorcycle        | Motociclista               | John Maclean      |
| 2010 | Centurion                  | Quinto Dias                | Neil Marshall     |
| 2010 | Jonah Hex                  | Burke                      | Jimmy Hayward     |
| 2011 | Jane Eyre                  | Edward Rochester           | Cary Fukunaga     |
| 2011 | X-Men: First Class         | Erik Lehnsherr / Magneto   | Matthew Vaughn    |
| 2011 | A Dangerous Method         | Carl Jung                  | David Cronenberg  |
| 2011 | Shame                      | Brandon                    | Steve McQueen     |
| 2011 | Pitch Black Heist          | Michael                    | John Maclean      |
| 2012 | Haywire                    | Paul                       | Steven Soderbergh |
| 2012 | Prometheus                 | David                      | Ridley Scott      |
| 2013 | 12 Years a Slave           | Edwin Epps                 | Steve McQueen     |
| 2013 | The Counselor              | O Conselheiro / O Advogado | Ridley Scott      |
| 2013 | 1                          | Narrador                   | Paul Crowder      |
| 2014 | Frank                      | Frank                      | Lenny Abrahamson  |
| 2014 | X-Men: Days of Future Past | Erik Lehnsherr / Magneto   | Bryan Singer      |
| 2015 | Slow West                  | Silas Selleck              | John Maclean      |
| 2015 | Macbeth                    | Macbeth                    | Justin Kurzel     |
| 2015 | Steve Jobs                 | Steve Jobs                 | Danny Boyle       |
| 2016 | X-Men: Apocalypse          | Erik Lehnsherr / Magneto   | Bryan Singer      |
| 2016 | The Light Between Oceans   | Tom Sherbourne             | Derek Cianfrance  |
| 2016 | Trespass Against Us        | Chad Cutler                | Adam Smith        |
| 2016 | Assassin's Creed           | Callum Lynch / Aguilar     | Justin Kurzel     |
| 2017 | Weightless                 |                            | Terence Malick    |
| 2017 | Alien: Covenant            | David / Walter             | Ridley Scott      |
| 2017 | The Snowman                | Harry Hole                 | Thomas Alfredson  |
| 2019 | X-Men: Dark Phoenix        | Erik Lenhsser / Magneto    | Simon Kinberg     |

### Televisão
| Ano  | Título                                                 | Papel                          |
| ---- | ------------------------------------------------------ | ------------------------------ |
| 2001 | Band of Brothers                                       | Sargento Burton P. Christenson |
| 2001 | Hearts and Bones                                       | Hermann                        |
| 2002 | NCS: Manhunt                                           | Jack Silver                    |
| 2002 | Holby City                                             | Christian Connolly             |
| 2003 | Carla                                                  | Rob                            |
| 2004 | Gunpowder, Treason & Plot                              | Guy Fawkes                     |
| 2004 | Julian Fellowes Investigates: A Most Mysterious Murder | Charles Bravo                  |
| 2004 | A Bear Named Winnie                                    | Tenente Harry Colebourn        |
| 2004 | Sherlock Holmes and the Case of the Silk Stocking      | Charles Allen                  |
| 2004 | Hex                                                    | Azazel                         |
| 2005 | Murphy's Law                                           | Caz Miller                     |
| 2005 | Our Hidden Lives                                       | German POW                     |
| 2005 | William and Mary                                       | Lukasz                         |
| 2006 | Agatha Christie's Poirot                               | George Abernethie              |
| 2006 | Trial & Retribution                                    | Douglas Nesbitt                |
| 2007 | Wedding Belles                                         | Barney                         |
| 2008 | The Devil's Whore                                      | Thomas Rainsborough            |